# Vítor Castanheira
Vítor Ilídio Castanheira Penas est un footballeur portugais né le 7 septembre 1977 à Chaves. Il évolue au poste de milieu de terrain.

## Biographie
Vítor Castanheira est formé au Sporting Braga.
Avec ce club, il joue 232 matchs en 1re division portugaise et inscrit 8 buts dans ce championnat. 
En janvier 2008, il est prêté pour 6 mois au Leixões SC. Le prêt est reconduit d'une année lors du mercato d'été 2008.
En 2009, Castanheira quitte définitivement Braga et s'engage en faveur du GD Chaves, club de 2e division portugaise.
Puis, en 2010, il rejoint les rangs du Moreirense FC, toujours en deuxième division.
À noter que Castanheira possède 5 sélections en équipe du Portugal des moins de 21 ans.

## Carrière
- 1996-2009 :  Sporting Braga
- 2008 :  Leixões SC (prêté par Braga)
- 2008-2009 :  Leixões SC (prêté par Braga)
- 2009-2010 :  GD Chaves
- 2010-2011 :  Moreirense FC
- 2011-2012 :  GD Chaves
- depuis 2012 :  Doxa Katokopias|[1],[2]

## Statistiques
- 8 matchs et 1 but en Coupe de l'UEFA
- 3 matchs et 0 but en Coupe des coupes
- 247 matchs et 9 buts en 1re division portugaise
- 42 matchs et 4 buts en 2e division portugaise